# Bernadette Wegenstein

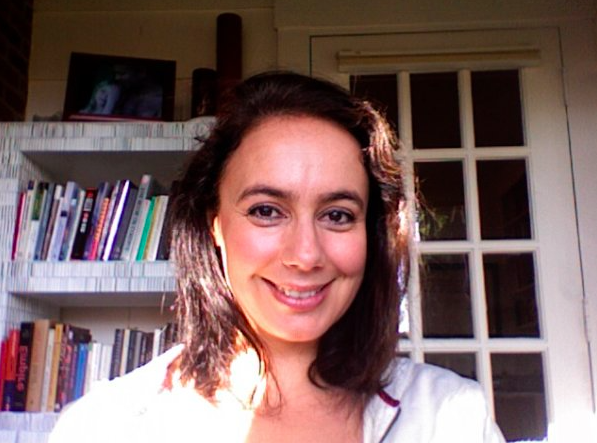
Bernadette Wegenstein

Bernadette Wegenstein (* 1969) ist eine österreichische Forschungsprofessorin und Direktorin am Center for Advanced Media Studies der Johns Hopkins University. Sie hat mehrere Bücher über Medientheorien und Filmemacher verfasst.

## Biografie
Wegenstein erhielt ihren Doktortitel im Jahr 1998 von der Universität Wien mit der Dissertation Die Darstellung von Aids in den Medien: semio-linguistische Analyse und Interpretation (The portrayal of AIDS in the media: linguistic semiotic analysis and interpretation). Anschließend wurde sie Assistenz-Professorin an der University at Buffalo. Zurzeit hält sie eine Forschungsprofessur an der Johns Hopkins University, wo sie auch das Center for Advanced Media Studies leitet. 2017 erhielt sie den österreichischen Ars Docendi-Staatspreis für exzellente Lehre.
Im Jahr 2007 produzierte und inszenierte Bernadette Wegenstein ihren ersten Dokumentarfilm Made Over in Amerika (Icarus Films) über die TV-Schönheitschirurgie-Show Der Schwan (Film). In ihrem zweiten Film See You Soon Again führte sie mit dem österreichischen Regisseur und Produzent Lukas Stepanik gemeinsam Regie (The Cinema Guild, 2012). Der Film ist ein Porträt des Wiener Holocaust-Überlebenden Leo Bretholz in seinen Bemühungen, seine Überlebensgeschichte der Jugend von Baltimore zu vermitteln. Sie befindet sich derzeit in der Postproduktion mit zwei Dokumentarfilme: The Good Breast (Arbeitstitel), einem Dokumentarfilm, der die intimen Geschichten von drei Brustkrebspatienten mit der Geschichte und Mythologie der Brust verschränkt. Der Film bringt ihr Know-how über die Geschichte des Körpers und der Kultur der Schönheitschirurgie mit ihrer Leidenschaft für das personenzentrierte cinéma vérité Genre zusammen; und die Kurzdokumentation, Devoti Tutti, ist eine neorealistische Erforschung des wenig bekannten Brustkrebsfalles der Heiligen Agatha von Catania, die durch ihre Brust Opfer in 251 n. Ch. zur Märtyrerin wurde. Der Film ist ein Eintauchen in die Andachtskultur rund um die jährliche Feier von St. Agatha in Catania, Sizilien.
In ihrem Buch The Cosmetic Gaze analysiert sie den Körper als Medium des Blicks. Offensichtlichstes Beispiel dieses Mechanismus ist die Schönheitschirurgie Reality-TV-Show, Der Schwan, in der Teilnehmer „verschönert“ und damit mit drastischen Veränderungen konfrontiert werden.

## Werke (Auswahl)

### Publikationen
Bücher
- The cosmetic gaze: body modification and the construction of beauty. MIT Press, Cambridge, Massachusetts 2012, ISBN 978-0-262-23267-8.
  - Review: Eline van Uden: The cosmetic gaze: Body modification and the construction of beauty, Bernadette Wegenstein. MIT Press (2012). In: Women’s Studies International Forum. Band 38, 1. Mai 2013, S. 151–152, doi:10.1016/j.wsif.2013.02.007.
- Getting under the skin the body and media theory. MIT Press, Cambridge, Massachusetts 2006, ISBN 0-262-23247-2.
  - Review:Lucy Nicholas: Book Review: Bernadette Wegenstein. Getting Under the Skin: Body and Media Theory. In: Convergence: The International Journal of Research into New Media Technologies. Sage, August 2007, S. 325–326, doi:10.1177/13548565070130030804.
  - Review: Jody Shipka: Getting Under the Skin: Body and Media Theory. Bernadette Wegenstein (Cambridge: MIT P, 2006. 211 pages). In: Convergence. Band 27, Nr. 3–4, 2007, S. 862–866, jaconlinejournal.com (PDF). JSTOR:20866820.

Buchkapitel
- Making room for the body: From fragmentation to meditation (nonfiction). In: Mary Flanagan: re:skin. MIT Press, Cambridge, Massachusetts/London 2009, ISBN 978-0-262-51249-7, S. 81–102.
- (2010), Body In: W. J. T. Mitchell, Mark B. N. Hansen: Critical terms for media studies. The University of Chicago Press, Chicago/London, ISBN 978-0-226-53266-0, S. 19–34.

Zeitungsartikel
- Getting under the skin, or, How faces have become obsolete. In: Configurations. Band 10, Nr. 2, Johns Hopkins University Press, 2002, S. 221–259, doi:10.1353/con.2003.0018
- Bernadette Wegenstein: Recently edited: Cosmetic surgery: Medicine, culture, beauty. (blog) bernadettewegenstein.com, 27. August 2011, abgerufen am 9. April 2016.

### Filme
- Made Over in America (Icarusfilms, 2007)
- See You Soon Again – in Zusammenarbeit mit dem österreichischen Regisseur Lukas Stepanik (The Cinema Guild, 2012)
- The Good Breast (Icarusfilms, 2016)
- Devoti tutti (Post-Produktion)
- We Conduct (Produktion)[4]